# Opération Joint Guardian
L'opération Joint Guardian (en français : opération Entreprise conjointe) est une opération de maintien de la paix multinationale de l’Organisation du traité de l'Atlantique nord sur le territoire du Kosovo.
Elle a commencé le 12 juillet 1999 sous le nom de Joint Guardian après la guerre du Kosovo et a consisté à déployer la KFOR sur le terrain.
En avril 2005, elle fut renommée Joint Enterprise. 
L’opération se déroule en accord avec la résolution 1244 du Conseil de sécurité des Nations unies du 10 juin 1999. 